# موریس شگفت‌انگیز
موریس شگفت‌انگیز (انگلیسی: The Amazing Maurice) یک فیلم فانتزی پویانمایی است که قرار است در سال ۲۰۲۲ توسط اسکای موویز منتشر شود. این فیلم بر پایهٔ کتابی نوشتهٔ تری پرچت ساخته شده‌است.